# Vito Timmel
Vito Timmel, nato von Thümmel (Vienna, 19 luglio 1886 – Trieste, 1º gennaio 1949), è stato un pittore italiano.

## Biografia
Nacque a Vienna, figlio del nobile tedesco Raphael von Thümmel e della contessa Adele Scodellari, che si trasferirono a Trieste, città nella quale Vito frequentò la scuola per capi d'Arte sotto la guida del pittore Eugenio Scomparini. Si iscrisse successivamente alla Kunstgewerbeschule di Vienna, che indirizzò la sua attività artistica verso il simbolismo e lo stile secessionista. Su di lui fu molto influente l'opera di Gustav Klimt, che proprio negli anni formativi di Timmel fu presente alla Biennale veneziana del 1910.
Dopo aver partecipato alla prima guerra mondiale come riservista nell'esercito austroungarico, Timmel ritornò a Trieste, dove si applicò, oltre che alla pittura, alla grafica, alla cartellonistica e all'attività decorativa.
Dopo una intensa attività espositiva, due matrimoni e un figlio, negli anni trenta la sua salute psichica si andò aggravando, come è anche rilevabile dal suo diario Il magico taccuino. Morì all'ospedale psichiatrico di Trieste dopo tre anni di ricovero, il 1º gennaio 1949.
Nel 2001 Claudio Magris pubblicò La mostra, che aveva come protagonista Vito Timmel, e nel 2003 sempre Magris ne ricavò una versione per il teatro per la regia di Antonio Calenda e con l'attore Roberto Herlitzka nella parte del pittore triestino. Nel 2006 Calenda riallestì La mostra, ancora con Herlitzka.